# Shawn Ryan

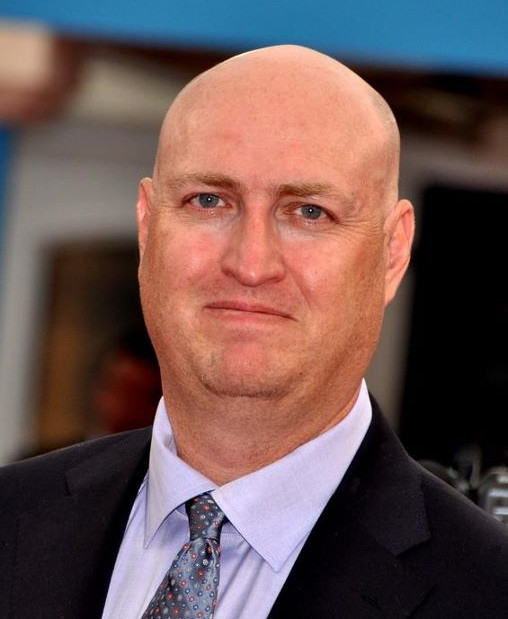
Shawn Ryan 2011

Shawn Ryan (* 11. Oktober 1966 in Rockford, Illinois) ist ein US-amerikanischer Fernsehproduzent und Drehbuchautor. Er ist Schöpfer der bekannten US-Fernsehserie The Shield und der kurzlebigen Krimiserie The Chicago Code.

## Leben und Wirken
Shawn Ryan machte einen Abschluss am Middlebury College im US-Bundesstaat Vermont, wo er Theater und Volkswirtschaftslehre studiert hatte. Er begann seine Fernsehkarriere als Auftragsschreiber für die US-Fernsehserie Nash Bridges. Danach war er als Fernsehproduzent für die Serie Angel – Jäger der Finsternis tätig, für die er auch eine Folge schrieb. Dann konzipierte er die Fernsehserie The Shield, für die er bis auf eine Folge als Executive Producer fungierte und auch die meisten Folgen schrieb. Für die Fernsehserie The Unit wurde er 2006 zusammen mit David Mamet als Show Runner engagiert. Von 2009 bis 2011 war er als Show Runner für die Fernsehserie Lie to Me tätig. 2011 hatte er den Posten des Schöpfers und des Executive Producer in der kurzlebigen Fox-Krimiserie The Chicago Code inne.
Shawn Ryan ist mit der Schauspielerin Cathy Cahlin Ryan, die eine der Hauptrollen in der Fernsehserie The Shield spielt, verheiratet und hat zwei Kinder mit ihr.

## Filmografie (Auswahl)
Drehbuchautor
- 1990: Ein Vater zuviel (My Two Dads, Fernsehserie, Folge 3x19)
- 1997–1998: Life with Louie (Fernsehserie, 3 Folgen)
- 1997–2000: Nash Bridges (Fernsehserie, 11 Folgen)
- 1998: Welcome to Hollywood
- 2000–2001: Angel – Jäger der Finsternis (Angel, Fernsehserie, 5 Folgen)
- 2002–2008: The Shield – Gesetz der Gewalt (The Shield, Fernsehserie, Schöpfer, Drehbuch von 16 Folgen)
- 2006–2007: The Unit – Eine Frage der Ehre (The Unit, Fernsehserie, 2 Folgen)
- 2010: Terriers (Fernsehserie, 2 Folgen)
- 2011: The Chicago Code (Fernsehserie, Schöpfer, Drehbuch von 2 Folgen)
- 2012–2013: Last Resort (Fernsehserie, Schöpfer, Drehbuch von Folge 1x01)
- 2016: Mad Dogs (Fernsehserie, Folge 1x02)
- 2016–2018: Timeless (Fernsehserie, Schöpfer, Drehbuch von Folge 1x01)
- seit 2017: S.W.A.T. (Fernsehserie, Schöpfer, Drehbuch von Folge 1x01)
- 2023: The Night Agent (Fernsehserie, Schöpfer, Drehbuch von 3 Folgen)

Produzent
- 2000–2001: Angel – Jäger der Finsternis (Angel, Fernsehserie, Fernsehproduzent von 22 Folgen)
- 2002–2008: The Shield – Gesetz der Gewalt (The Shield, Fernsehserie, Executive Producer von 88 Folgen)
- 2006–2009: The Unit – Eine Frage der Ehre (The Unit, Fernsehserie, Executive Producer von 66 Folgen)
- 2009–2011: Lie to Me (Fernsehserie, Executive Producer von 3 Folgen)
- 2011: The Chicago Code (Fernsehserie, Executive Producer und Drehbuchautor von 13 Folgen)
- 2012–2013: Last Resort (Fernsehserie, Executive Producer)

## Auszeichnungen
- 1998: Nominierung für den Humanitas-Preis in der Kategorie Kindertrickfilm für Life with Louie
- 2002: Nominierung für den Emmy in der Kategorie Drehbuch für eine Dramaserie für The Shield – Gesetz der Gewalt